# Bittacus diversinervis
Bittacus diversinervis is een schorpioenvlieg uit de familie van de hangvliegen (Bittacidae). De wetenschappelijke naam van de soort is voor het eerst geldig gepubliceerd door Souza Lopes & Mangabeira in 1942.
De soort komt voor in Brazilië.